# Скинени (Саучешти)
Скинени (рум. Schineni) насеље је у Румунији у округу Бакау у општини Саучешти. Oпштина се налази на надморској висини од 158 m.

## Становништво
Према подацима из 2002. године у насељу је живело 731 становника, од којих су сви румунске националности.